# Plavški Rovt
Plavški Rovt (IPA: [ˈplaːu̯ʃki ˈɾoːu̯t]) è un insediamento (naselje) di 86 abitanti, della municipalità di Jesenice nella regione statistica dell'Alta Carniola in Slovenia.